# Kamienica (powiat miechowski)
Kamienica – wieś w Polsce położona w województwie małopolskim, w powiecie miechowskim, w gminie Gołcza.
| SIMC    | Nazwa      | Rodzaj    |
| ------- | ---------- | --------- |
| 0319300 | Dąbrówka   | część wsi |
| 0319316 | Kocia Góra | część wsi |
| 0319322 | Podgaje    | część wsi |

W latach 1975–1998 miejscowość należała administracyjnie do województwa krakowskiego.
W jednej z przydrożnych kapliczek znajduje się kopia rzeźby św. Jana Chrzciciela. Oryginał datowany na lata około 1500, pochodzi z warsztatu krakowskiego kontynuującego tradycje stwoszowskie. Skradziony w roku 2000, następnie odnaleziony wśród dzieł wystawionych przez jeden z polskich domów aukcyjnych, znajduje się obecnie w Muzeum Uniwersytetu Jagiellońskiego.
W Kamienicy urodził się ksiądz Wojciech Piwowarczyk (1902–1992), względem niego toczy się aktualnie proces beatyfikacyjny.